# Fed Cup 2011 – blok A 3. skupiny zóny Evropy a Afriky
Blok A 3. skupiny zóny Evropy a Afriky Fed Cupu 2011 představoval jednu ze dvou podskupin 3. skupiny. Hrálo se mezi 4. až 6. květnem v areálu Smash Tennis Academy egyptské Káhiry venku na antukových dvorcích. 
Čtyři týmy se utkaly ve vzájemných zápasech. Vítěz následně sehrál barážový zápas s druhým z bloku B o postup do 2. skupiny zóny Evropy a Afriky pro rok 2012. O druhé postupové místo do 2. skupiny se utkalo druhé mužstvo s vítězem bloku B. Třetí a čtvrté týmy z obou bloků nastoupily ke vzájemnému zápasu o konečné 5. až 8. místo 3. skupiny. 

## Blok A
|     |                       | JAR | Alžírsko | Litva | Černá Hora | Zápasy V/P | Sety V/P | Hry V/P | Pořadí |
| 58. | Jihoafrická republika |     | 3–0      | 3−0   | 2–1        | 3–0        | 16–3     | 111–56  | 1.     |
| 78. | Alžírsko              | 0–3 |          | 0–3   | 0–3        | 0–3        | 0–18     | 35–109  | 4.     |
| 81. | Litva                 | 0–3 | 3–0      |       | 0–3        | 1–2        | 7-12     | 86–79   | 3.     |
| 88. | Černá Hora            | 1–2 | 3–0      | 3–0   |            | 2–1        | 14-4     | 90–60   | 2.     |

- P/V – prohry/výhry

## Zápasy

### Jihoafrická republika vs. Alžírsko
| | Jihoafrická republika | 3 :                                                                                | 0    | Alžírsko |    |  |
| --- | --------------------- | ---------------------------------------------------------------------------------- | ---- | -------- | -- |  |
| Smash Tennis Academy, Káhira, Egypt 4. května 2011 antuka (venku) |                       |                                                                                    |      |          |    |  |
| \| \| \| \| 1. \| 2. \| 3. \| \| \| -- \| \| ---------------------------------------------------------------------------------- \| ---- \| --- \| -- \| \| \| 1. \| \| Natalie Grandinová Samia Medjahdiová \| 6 1 \| 6 2 \| \| \| \| 2. \| \| Chanel Simmondsová Assia Halová \| 7 64 \| 6 2 \| \| \| \| 3. \| \| Natalie Grandinová / Chanel Simmondsová Fatima Zorah Bouabdallahová / Assia Halová \| 6 3 \| 6 4 \| \| \| \| \| \| \| \| \| \| \| \| \| \| \| \| \| \| \| \| \| \| \| \| \| \| \| \| \| \| \| \| \| \| \| \| \| \| \| \| \| \| \| |                       |                                                                                    |      |          |    |  |
| |                       |                                                                                    | 1.   | 2.       | 3. |  |
| 1. |                       | Natalie Grandinová Samia Medjahdiová                                               | 6 1  | 6 2      |    |  |
| 2. |                       | Chanel Simmondsová Assia Halová                                                    | 7 64 | 6 2      |    |  |
| 3. |                       | Natalie Grandinová / Chanel Simmondsová Fatima Zorah Bouabdallahová / Assia Halová | 6 3  | 6 4      |    |  |
| |                       |                                                                                    |      |          |    |  |
| |                       |                                                                                    |      |          |    |  |
| |                       |                                                                                    |      |          |    |  |
| |                       |                                                                                    |      |          |    |  |
| |                       |                                                                                    |      |          |    |  |

### Litva vs. Černá Hora
| | Litva | 0 :                                                                              | 3   | Černá Hora |    |  |
| --- | ----- | -------------------------------------------------------------------------------- | --- | ---------- | -- |  |
| Smash Tennis Academy, Káhira, Egypt 4. května 2011 antuka (venku) |       |                                                                                  |     |            |    |  |
| \| \| \| \| 1. \| 2. \| 3. \| \| \| -- \| \| -------------------------------------------------------------------------------- \| --- \| ---- \| -- \| \| \| 1. \| \| Joana Eidukonyte Danica Krstajićová \| 3 6 \| 1 6 \| \| \| \| 2. \| \| Lina Stančiūtė Danka Kovinićová \| 3 6 \| 64 7 \| \| \| \| 3. \| \| Aurelija Misevičiūtė / Lina Padegimaiteová Danka Kovinićová / Danica Krstajićová \| 3 6 \| 4 6 \| \| \| \| \| \| \| \| \| \| \| \| \| \| \| \| \| \| \| \| \| \| \| \| \| \| \| \| \| \| \| \| \| \| \| \| \| \| \| \| \| \| \| |       |                                                                                  |     |            |    |  |
| |       |                                                                                  | 1.  | 2.         | 3. |  |
| 1. |       | Joana Eidukonyte Danica Krstajićová                                              | 3 6 | 1 6        |    |  |
| 2. |       | Lina Stančiūtė Danka Kovinićová                                                  | 3 6 | 64 7       |    |  |
| 3. |       | Aurelija Misevičiūtė / Lina Padegimaiteová Danka Kovinićová / Danica Krstajićová | 3 6 | 4 6        |    |  |
| |       |                                                                                  |     |            |    |  |
| |       |                                                                                  |     |            |    |  |
| |       |                                                                                  |     |            |    |  |
| |       |                                                                                  |     |            |    |  |
| |       |                                                                                  |     |            |    |  |

### Litva vs. Jihoafrická republika
| | Litva | 0 :                                                                            | 3   | Jihoafrická republika |      |  |
| --- | ----- | ------------------------------------------------------------------------------ | --- | --------------------- | ---- |  |
| Smash Tennis Academy, Káhira, Egypt 5. května 2011 antuka (venku) |       |                                                                                |     |                       |      |  |
| \| \| \| \| 1. \| 2. \| 3. \| \| \| -- \| \| ------------------------------------------------------------------------------ \| --- \| --- \| ---- \| \| \| 1. \| \| Aurelija Misevičiūtė Natalie Grandinová \| 2 6 \| 0 6 \| \| \| \| 2. \| \| Lina Stančiūtė Chanel Simmondsová \| 0 6 \| 2 6 \| \| \| \| 3. \| \| Aurelija Misevičiūtė / Lina Padegimaiteová Natalie Grandinová / Madrie Le Roux \| 5 7 \| 6 4 \| 61 7 \| \| \| \| \| \| \| \| \| \| \| \| \| \| \| \| \| \| \| \| \| \| \| \| \| \| \| \| \| \| \| \| \| \| \| \| \| \| \| \| \| \| |       |                                                                                |     |                       |      |  |
| |       |                                                                                | 1.  | 2.                    | 3.   |  |
| 1. |       | Aurelija Misevičiūtė Natalie Grandinová                                        | 2 6 | 0 6                   |      |  |
| 2. |       | Lina Stančiūtė Chanel Simmondsová                                              | 0 6 | 2 6                   |      |  |
| 3. |       | Aurelija Misevičiūtė / Lina Padegimaiteová Natalie Grandinová / Madrie Le Roux | 5 7 | 6 4                   | 61 7 |  |
| |       |                                                                                |     |                       |      |  |
| |       |                                                                                |     |                       |      |  |
| |       |                                                                                |     |                       |      |  |
| |       |                                                                                |     |                       |      |  |
| |       |                                                                                |     |                       |      |  |

### Alžírsko vs. Černá Hora
| | Alžírsko | 0 :                                                                    | 3   | Černá Hora |    |    |
| --- | -------- | ---------------------------------------------------------------------- | --- | ---------- | -- | -- |
| Smash Tennis Academy, Káhira, Egypt 5. května 2011 antuka (venku) |          |                                                                        |     |            |    |    |
| \| \| \| \| 1. \| 2. \| 3. \| \| \| -- \| \| ---------------------------------------------------------------------- \| --- \| --- \| -- \| -- \| \| 1. \| \| Assia Halo Danica Krstajićová \| 1 6 \| 1 6 \| \| vá \| \| 2. \| \| Fatima Zorah Bouabdallahová Danka Kovinićová \| 1 6 \| 2 6 \| \| \| \| 3. \| \| Assia Halová / Samia Medjahdiová Danka Kovinićová / Danica Krstajićová \| 1 6 \| 2 6 \| \| \| \| \| \| \| \| \| \| \| \| \| \| \| \| \| \| \| \| \| \| \| \| \| \| \| \| \| \| \| \| \| \| \| \| \| \| \| \| \| \| \| |          |                                                                        |     |            |    |    |
| |          |                                                                        | 1.  | 2.         | 3. |    |
| 1. |          | Assia Halo Danica Krstajićová                                          | 1 6 | 1 6        |    | vá |
| 2. |          | Fatima Zorah Bouabdallahová Danka Kovinićová                           | 1 6 | 2 6        |    |    |
| 3. |          | Assia Halová / Samia Medjahdiová Danka Kovinićová / Danica Krstajićová | 1 6 | 2 6        |    |    |
| |          |                                                                        |     |            |    |    |
| |          |                                                                        |     |            |    |    |
| |          |                                                                        |     |            |    |    |
| |          |                                                                        |     |            |    |    |
| |          |                                                                        |     |            |    |    |

### Jihoafrická republika vs. Černá Hora
| | Jihoafrická republika | 2 :                                                                         | 1   | Černá Hora |    |  |
| --- | --------------------- | --------------------------------------------------------------------------- | --- | ---------- | -- |  |
| Smash Tennis Academy, Káhira, Egypt 6. května 2011 antuka (venku) |                       |                                                                             |     |            |    |  |
| \| \| \| \| 1. \| 2. \| 3. \| \| \| -- \| \| --------------------------------------------------------------------------- \| --- \| --- \| -- \| \| \| 1. \| \| Natalie Grandinová Danica Krstajićová \| 4 6 \| 4 6 \| \| \| \| 2. \| \| Chanel Simmondsová Danka Kovinićová \| 6 3 \| 6 1 \| \| \| \| 3. \| \| Natalie Grandinová / Chanel Simmondsová Vladica Babićová / Tamara Stanićová \| 6 1 \| 6 0 \| \| \| \| \| \| \| \| \| \| \| \| \| \| \| \| \| \| \| \| \| \| \| \| \| \| \| \| \| \| \| \| \| \| \| \| \| \| \| \| \| \| \| |                       |                                                                             |     |            |    |  |
| |                       |                                                                             | 1.  | 2.         | 3. |  |
| 1. |                       | Natalie Grandinová Danica Krstajićová                                       | 4 6 | 4 6        |    |  |
| 2. |                       | Chanel Simmondsová Danka Kovinićová                                         | 6 3 | 6 1        |    |  |
| 3. |                       | Natalie Grandinová / Chanel Simmondsová Vladica Babićová / Tamara Stanićová | 6 1 | 6 0        |    |  |
| |                       |                                                                             |     |            |    |  |
| |                       |                                                                             |     |            |    |  |
| |                       |                                                                             |     |            |    |  |
| |                       |                                                                             |     |            |    |  |
| |                       |                                                                             |     |            |    |  |

### Alžírsko vs. Litva
| | Alžírsko | 0 :                                                                             | 3   | Litva |    |  |
| --- | -------- | ------------------------------------------------------------------------------- | --- | ----- | -- |  |
| Smash Tennis Academy, Káhira, Egypt 6. května 2011 antuka (venku) |          |                                                                                 |     |       |    |  |
| \| \| \| \| 1. \| 2. \| 3. \| \| \| -- \| \| ------------------------------------------------------------------------------- \| --- \| --- \| -- \| \| \| 1. \| \| Samia Medjahdiová Joana Eidukonyte \| 1 6 \| 3 6 \| \| \| \| 2. \| \| Fatima Zorah Bouabdallahová Lina Stančiūtė \| 1 6 \| 0 6 \| \| \| \| 3. \| \| Fatima Zorah Boukezziová / Assia Halová Aurelija Misevičiūtė / Lina Padegimaite \| 2 6 \| 2 6 \| \| \| \| \| \| \| \| \| \| \| \| \| \| \| \| \| \| \| \| \| \| \| \| \| \| \| \| \| \| \| \| \| \| \| \| \| \| \| \| \| \| \| |          |                                                                                 |     |       |    |  |
| |          |                                                                                 | 1.  | 2.    | 3. |  |
| 1. |          | Samia Medjahdiová Joana Eidukonyte                                              | 1 6 | 3 6   |    |  |
| 2. |          | Fatima Zorah Bouabdallahová Lina Stančiūtė                                      | 1 6 | 0 6   |    |  |
| 3. |          | Fatima Zorah Boukezziová / Assia Halová Aurelija Misevičiūtė / Lina Padegimaite | 2 6 | 2 6   |    |  |
| |          |                                                                                 |     |       |    |  |
| |          |                                                                                 |     |       |    |  |
| |          |                                                                                 |     |       |    |  |
| |          |                                                                                 |     |       |    |  |
| |          |                                                                                 |     |       |    |  |